# Рибница Дио
Рибница Дио је насељено мјесто у Босни и Херцеговини у општини Завидовићи које административно припада Федерацији Босне и Херцеговине. Према попису становништва из 1991. у насељу је живјело 1.427 становника.

## Становништво
| Националност       | 1991.          | 1981.          | 1971.        |
| Муслимани          | 1.187 (82,60%) | 1.052 (78,33%) | 799 (73,37%) |
| Срби               | 213 (14,82%)   | 245 (18,24%)   | 281 (25,80%) |
| Хрвати             | 4 (0,27%)      | 3 (0,22%)      | 1 (0,09%)    |
| Југословени        | 7 (0,48%)      | 29 (2,15%)     | 0            |
| остали и непознато | 26 (1,80%)     | 14 (1,04%)     | 8 (0,73%)    |
| Укупно             | 1.437          | 1.343          | 1.089        |